# 코리올라누스: 세기의 라이벌
코리올라누스: 세기의 라이벌(Coriolanus)은 2011년 공개된 영국의 영화로, 윌리엄 셰익스피어의 동명의 비극을 원작으로 한다. 셰익스피어의 원문과 줄거리를 유고슬라비아 전쟁을 연상시키는 현대의 유사 발칸 배경(세르비아와 몬테네그로에서 촬영)에 배치한다.

## 줄거리
영화는 로마와 볼스키 사이의 전쟁으로 혼란스러운 가상의 발칸 도시에서 시작된다. 로마의 뛰어난 장군 코리올라누스는 시민들의 불만을 사며 폭동의 원인이 된다. 그는 시민들을 경멸하고, 볼스키 군의 사령관 오피디우스는 코리올라누스와의 결투를 벼른다. 코리올라누스는 코리올리 도시를 점령하여 ‘코리올라누스’라는 칭호를 얻지만, 그의 오만함과 시민들에 대한 적대감은 정치적 야망에 걸림돌이 된다. 
코리올라누스의 어머니 볼룸니아는 그를 로마의 집정관으로 만들려 하지만, 호민관들의 모략으로 시민들의 반발을 사게 된다. 결국 그는 추방당하고 로마에 대한 복수를 위해 숙적 오피디우스에게 합류한다. 오피디우스는 코리올라누스를 이용하여 로마를 공격한다. 
로마는 코리올라누스를 설득하려 여러 사람을 보내지만 실패하고, 그의 어머니 볼룸니아가 나서서 그의 마음을 돌려 로마와 볼스키 사이에 평화를 이끌어낸다. 하지만 코리올라누스는 볼스키로 돌아가자 오피디우스와 그의 부하들에게 배신자로 낙인찍혀 살해당한다. 오피디우스는 코리올라누스가 로마를 정복하려는 자신들의 계획을 방해했다고 비난하며 복수한다.

## 출연

### 주연
- 랄프 파인즈
- 제라드 버틀러
- 바네사 레드그레이브
- 제시카 차스테인

### 조연
- 브라이언 콕스
- 제임스 네스빗
- 아쉬라프 바롬
- 드라간 미차노비치
- 루브나 아자발
- 슬라브코 슈티마츠
- 존 카니
- 폴 제슨
- 슬로보단 닌코비치
- 다니젤라 브란제스
- 라도슬라프 밀렌코빅
- 마코 지빅
- 보라 네닉
- 닉키 아무카 버드
- 키에론 제키니스
- 모나 해몬드
- 데이빗 옐란드
- 두샨 야니치예비치
- 이반 드조르드예빅

## 기타
- 각색: 존 로건
- 원작자: 윌리엄 셰익스피어
- Line PD: 안드젤리야 블라이사블예빅
- 공동제작: 케밴 반 톰슨
- 미술: 릭키 에어스
- 의상: 보자나 니키토빅
- 세트: 리 고든
- 배역: 다닐로 벡코빅
- 배역: 지나 제이

## 같이 보기
- 리차드 3세 (1995년 영화)